# Olive Loughnane
Olive Loughnane (* 14. Januar 1976 in Cork) ist eine irische Leichtathletin, die 2009 den zweiten Platz bei den Weltmeisterschaften im 20-km-Gehen erreichte.
Olive Loughnane siegte 1998 bei den irischen Meisterschaften im 10-km-Gehen. 2000 trat sie bei den Olympischen Spielen in Sydney über 20 km Gehen an und belegte Rang 35. In den nächsten Jahren gelangen Loughnane Platzierungen in der erweiterten Weltklasse mit Platz 13 bei den Weltmeisterschaften 2001 und bei den Europameisterschaften 2002 sowie dem zwölften Rang bei den Weltmeisterschaften 2003. Nach einigen Jahren ohne Ergebnis beim Saisonhöhepunkt und der Geburt ihrer Tochter im Jahr 2006 erreichte sie bei den Weltmeisterschaften 2007 Platz 17. Der siebte Platz bei den Olympischen Spielen 2008 bedeutete Loughnanes endgültigen Durchbruch in die Weltklasse, mit 1:27:45 Stunden stellte sie dabei ihren vierten irischen Landesrekord auf. In Berlin bei den Weltmeisterschaften 2009 belegte sie den ersten Platz und gewann damit ihre erste Medaille bei einem internationalen Großereignis. Der ursprünglich als Siegerin geehrten Olga Kaniskina wurde die Medaille aufgrund schwerer Dopingvergehen aberkannt.
Bei einer Körpergröße von 1,60 Meter beträgt ihr Wettkampfgewicht 50 Kilogramm. Ihre Schwester Ann Loughnane ist ebenfalls Geherin.